# 普莱斯
普莱斯是德国巴伐利亚州的一个市镇。总面积15.39平方公里，总人口851人，其中男性442人，女性409人（2011年12月31日），人口密度55人/平方公里。